# Asuna Tanaka
Asuna Tanaka (田中 明日菜, Tanaka Asuna, Sakai, 23 de abril de 1988) é uma futebolista japonesa campeã mundial e medalhista olímpica que atua como meio-campista. Atualmente joga pelo Gyeongju KHNP, da Coreia do Sul.

## Carreira
Tanaka nasceu em Sakai, na prefeitura de Osaka, em abril de 1988. Depois de terminar o ensino médio, ingressou no Tasaki Perule FC em 2007. No entanto, o clube foi dissolvido em 2008 devido a dificuldades financeiras. Ela então se transferiu para o INAC Kobe Leonessa em 2009, onde foi eleita a entre as melhores jogadoras do campeonato em 2011 e 2012. Em julho de 2013 se transferiu para seu primeiro clube fora do Japão, ingressando no Eintracht Frankfurt, clube da Bundesliga alemã. Em outubro de 2014, retornou ao INAC Kobe Leonessa, onde permaneceu até 2017 após ser contratada pelo clube sul-coreano Gyeongju KHNP para a temporada de 2018.
Pela seleção nacional, Tanaka foi selecionada em novembro de 2008 para a Copa do Mundo Sub-20 daquele ano, no Chile. Em março de 2011, foi convocada para a seleção principal para a disputa da Algarve Cup, onde estreou na partida contra a Finlândia. Em julho, ela disputou a Copa do Mundo de 2011, quando o Japão conquistou o título. Ela também integrou as equipes dos Jogos Olímpicos de 2012 e na Copa do Mundo de 2015, ficando com o vice-campeonato em ambos os torneios. Em 39 partidas pela seleção principal do Japão, marcou três gols entre 2011 e 2016.